# Adhil
Adhil (Xi d'Andròmeda / Andromedae) és una estrella binària de la constel·lació d'Andròmeda. El seu nom oficial, adhil, prové de la frase àrab الذيل að-ðayl que significa: "la cua del vestit".
Adhil és una binària espectroscòpica classificada com a gegant taronja del tipus K amb una magnitud aparent +4,87. El seu període orbital és de 17,77 dies i, tenint en compte les mesures de paral·laxi obtingudes durant la Missió Gaia, es troba a una distància d'aproximadament 223 anys llum (68 parsecs) del Sol i a 196 de la Terra.